# Ћусине
Ћусине је насељено место у Босни и Херцеговини у општини Јајце. Административно припада Федерацији Босне и Херцеговине, односно њеном Средњобосанском кантону. Према попису становништва из 2013. у насељу је било 194 становника, а већинску популацију у насељу чинили су Срби.

## Становништво
По последњем службеном попису становништва из 2013. године у насељу Ћусине живело је 194 становника, а село је у предратном периоду било етнички хомогено са већинском српском популацијом.
| Националност | 2013. | 1991.        | 1981.        | 1971.        |
| Бошњаци      | —     | 0            | 0            | 14 (3,40%)   |
| Хрвати       | —     | 2 (0,61%)    | 1 (0,29%)    | 24 (5,83%)   |
| Срби         | —     | 319 (97,55%) | 341 (98,84%) | 373 (90,75%) |
| Југословени  | —     | 4 (1,22%)    | 1 (0,29%)    | 0            |
| Албанци      | —     | 0            | 1 (0,29%)    | 0            |
| остали       | —     | 2 (0,61%)    | 1 (0,29%)    | 0            |
| Укупно       | 194   | 327          | 345          | 411          |